# Scotinella fratrella
Scotinella fratrella là một loài nhện trong họ Phrurolithidae.
Loài này thuộc chi Scotinella. Scotinella fratrella được Willis J. Gertsch miêu tả năm 1935.